# Heroes Reborn
Cet article concerne le comics de Marvel. Pour la nouvelle saison d'Heroes, voir Heroes Reborn (mini-série).
Heroes Reborn est un label de Marvel Comics regroupant une relance des séries les Quatre Fantastiques (Fantastic Four), les Vengeurs (Avengers), Iron Man et Captain America entre novembre 1996 et octobre 1997.

## Origine
À la suite d'une baisse des ventes et d'un désintérêt du public, le crossover Onslaught (1996) devait permettre de relancer des personnages autres que venant des titres « X » (X-Men, Wolverine, etc.). À la suite du crossover, les héros comme les Quatre Fantastiques et les Vengeurs furent considérés comme étant morts lors de la lutte finale contre Onslaught. En réalité, grâce aux pouvoirs de Franklin Richards, ils furent projetés dans un autre univers créé par Franklin. Le but était de pouvoir réécrire une nouvelle version des quatre titres tout en se basant sur leur propre continuité.
Contrairement à la ligne Ultimate Marvel où les auteurs purent réinventer leurs origines et leurs histoires depuis le début, ils ne le purent pas avec Heroes Reborn. Les histoires reprenaient les trames originelles des titres afin de les réécrire et de les moderniser, sachant que l'expérience ne devait durer qu'un an (même si certains décideurs comptaient en faire une ligne à part entière de titres réguliers).

## Vie éditoriale
Les séries furent relancées sous le nom de Iron Man vol. 2, Fantastic Four vol. 2, Avengers vol. 2 et Captain America vol. 2.
Ces quatre titres furent confiés à deux studios d'Image Comics l'éditeur en vogue du moment, fondé par d'anciens artistes de Marvel.
- les Quatre Fantastiques et Iron Man furent confiés au studio de Jim Lee, Wildstorm.
- Captain America et les Vengeurs furent confiés à Rob Liefeld et son Extreme Studio.

Des quatre titres, les Quatre Fantastiques dessiné par Jim Lee fut le mieux accueilli. Les mauvaises ventes et la direction prise des titres gérés par Liefeld poussèrent Marvel à confier les deux titres d'Extreme à Wildstorm.
Ce relance des titres fut mal accueillie par les fans. Normalement, cette ligne devait devenir une ligne officielle avec des séries non-limitées, mais cela ne dura qu'un an malgré les excellentes ventes de la part des titres gérés par Jim Lee. Il n'y eut que douze numéros de chaque et un treizième devant servir de crossover entre les titres Heroes Reborn et l'univers Wildstorm.
Cette saga prit fin avec Heroes Return, voyant le retour des héros sur leur terre originelle où on les croyait morts.

## Résumé
Après la mort apparente des Vengeurs et des Quatre Fantastiques (et Fatalis) pendant la crise Onslaught, les héros réapparaissent soudainement sur la Countre-terre, revivant leurs vies de nouvelles façons, inconscients de leur passé. Ils avaient été transportés dans un univers de poche par Franklin Richards, le fils omnipotent de M. Fantastique et de la femme invisible. Dans cette dimension de poche, propulsés par leur mémoire subconsciente, les héros reprennent leur vie héroïque dans le rôle de champions de la Contre-Terre, en vivant un certain nombre d’aventures différentes.
Finalement, la Contre-Terre est considérée comme une menace potentielle par les Célestes, qui exigent que Franklin Richards choisisse s’ils doivent la détruire ou la Terre originale. Ashema, une céleste ayant pris forme humaine mène Franklin sur le Contre-terre. Finalement, un marché est conclu pour que les deux Terres soient épargnées, mais seulement si les héros retournent à leurs vies originales sur Terre. Malgré une dernière minute de trahison par Fatalis, les efforts de Thor, des Hulks et d’Ashema permettent à la transaction d’être accomplie.
Dans le sillage du départ des héros, la Contre-Terre est soudainement plongée dans le chaos lorsque les océans se déversent et inondent partiellement une grande partie du monde, ce qui entraîne des conflits entre les survivants pour les ressources restantes, ainsi qu’une nouvelle vague d’événements super-puissants. Dans ce chaos, Fatalis revient et se met à chercher à rétablir l’ordre avec l’aide d’une survivante nommée Samantha Dunbar (Lancer), tandis que les héros indigènes commencent à se soulever aussi.
Le chaos est organisé par le céleste Tiamut connu sous le nom de Céleste Rêveur, ou l’Apostate. Avec les pouvoirs de Franklin retirés de la protection active de la Contre-Terre, l’Apostat le pouvoir de libérer ses propres désirs. Localisant l’avatar d’Ashema, Fatalis met en œuvre un plan qui amène les deux Célestes diminués au combat, tout en puisant leur énergie libérée pour pousser la Contre-Terre à travers le vide dimensionnel, l’amenant dans la même dimension que la Terre originale.
Avant de partir, les héros ont le temps de dire au revoir à tous ceux qu’ils connaissaient sur la Contre-Terre. Quand ils partent tous dans leur vaisseau, Dr. Fatalis commence à remarquer sur la puissance que Franklin à son commandement. Ils partent ensuite dans le vaisseau à travers le gouffre dimensionnel entre les deux mondes et la dernière chose que Franklin voit d’Ashema est son sourire flottant dans l’espace. Avec les héros hors de vue, Ashema dépouille sa forme humaine en un être de lumière pure et s'éclaire dans une puissante flamme.
Alors que les héros atteignent leur destination, le Dr. Fatalis utilise soudainement un disrupteur neuronal sur Franklin et s’échappe du vaisseau, espérant siphonner le pouvoir cosmique des hérauts de Galactus afin de voler le pouvoir de Franklin. Cependant, Fatalis est arrêté par M. Fantastique et Thor qui sauvent le garçon, et Fatalis est projeté dans un portail, et est apparemment perdu pour eux. Il est transporté sur la Contre-Terre, dépouillé de son armure et laissé dans un environnement hostile. Infatigable, Fatalis se bat pour retourner dans le bâtiment Baxter de la Contre-Terre, détruisant tous les ennemis sur son chemin. Il renverse alors la domination de la Contre-Terre et retourne sur Terre.  Alors que les héros franchissent la barrière, ils se souviennent soudainement de leurs vies passées, avec tous leurs souvenirs précédents s’effondrant en même temps.
Le vaisseau dans lequel ils voyagent ne peut pas supporter le stress de la traversée et explose, cependant la plupart des héros s’échappent dans une capsule de sauvetage, tandis que les FF et Franklin s’échappent dans l’un des champs de force invisibles de la femme invisible, Bruce Banner et Hulk sont fusionnés en un seul être une fois de plus. Avec la crise terminée, Sue se retrouve elle et sa famille sur Terre, Ashema apparaît brièvement devant eux et dit à Sue qu’elle a une précieuse cargaison et de prendre soin d’elle. 